# 지행역
지행역(紙杏驛, Jihaeng station)은 경기도 동두천시 지행동에 있는 수도권 전철 1호선의 철도역이다.
이 역은 2005년 1월 30일에 경원선 복선 전철 개통에 대비하여 임시역사로 영업을 개시했으며, 2006년 12월 15일에 전철역으로 개통되면서 정식역으로 승격되었다.
동두천중앙역과는 1km 정도 떨어져 있어 비교적 가까운 편으로, 승강장의 끝에서 동두천중앙역을 볼 수 있다.

## 역사
- 2005년 1월 30일 : 임시역사로 개통과 함께 철도역으로 영업 개시
- 2006년 12월 15일 : 수도권 전철 1호선 연장과 함께 전철역으로 개통, 정식역으로 승격[4]
- 2018년 7월 2일: 경원선 급행 지행역 추가 정차

## 역 구조
2면 4선의 쌍섬식 승강장이다. 출구는 4개다. 승강장 횡단이 가능하긴 하지만, 두 개의 출구 중 한 쪽만 횡단이 가능하다. 스크린도어가 설치되어 있다.

### 선로/승강장
| ↑덕정           |
| ４３ \| ２１ \| |
| 동두천중앙↓     |

#### 선로(왼쪽에서부터 1번)
| 1 | 미사용              | 하행 |
| 2 | ● 수도권 전철 1호선 | 하행 |
| 3 | ● 수도권 전철 1호선 | 상행 |
| 4 | 미사용              | 상행 |

#### 승강장
| 1 | ● 수도권 전철 1호선 | 사용하지 않음                                       |
| 2 | ● 수도권 전철 1호선 | 동두천중앙 · 보산 · 동두천 · 연천 방면 (일반, 급행) |
| 3 | ● 수도권 전철 1호선 | 의정부 · 광운대 · 구로 · 인천 방면 (일반, 급행)     |
| 4 | ● 수도권 전철 1호선 | 사용하지 않음                                       |

## 역 주변
- 경기도동두천양주교육지원청
- 동두천외국어고등학교
- 동두천중앙중학교
- 동두천중앙고등학교
- 지행초등학교
- 동두천 사이언스타워
- 송내동행정복지센터
- 동두천꿈나무정보도서관
- 동두천소방서
- 동두천지구대(舊 동연파출소)
- 동두천시보건소
- 지행동우체국
- 동두천세무서
- 의정부지방법원 동두천등기소
- 동두천등기소
- 송내 신도시
- 지행신도시
- 동두천송내초등학교
- 이담초등학교
- 동두천신천초등학교
- 생연중학교
- 동두천시외버스터미널

## 미디어
- MBC TV : 《구해줘! 홈즈》 - 64회

## 사진

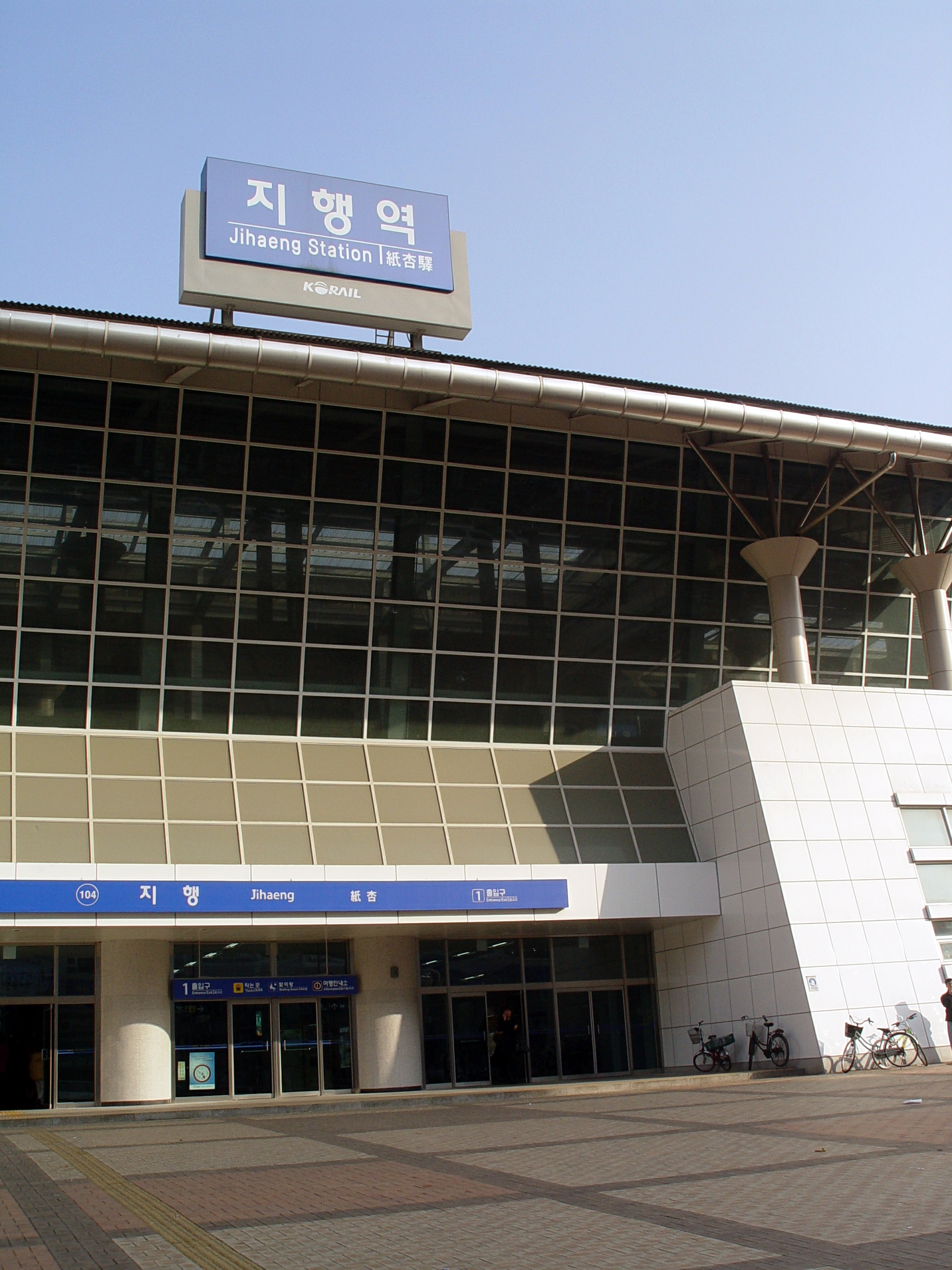
출입구
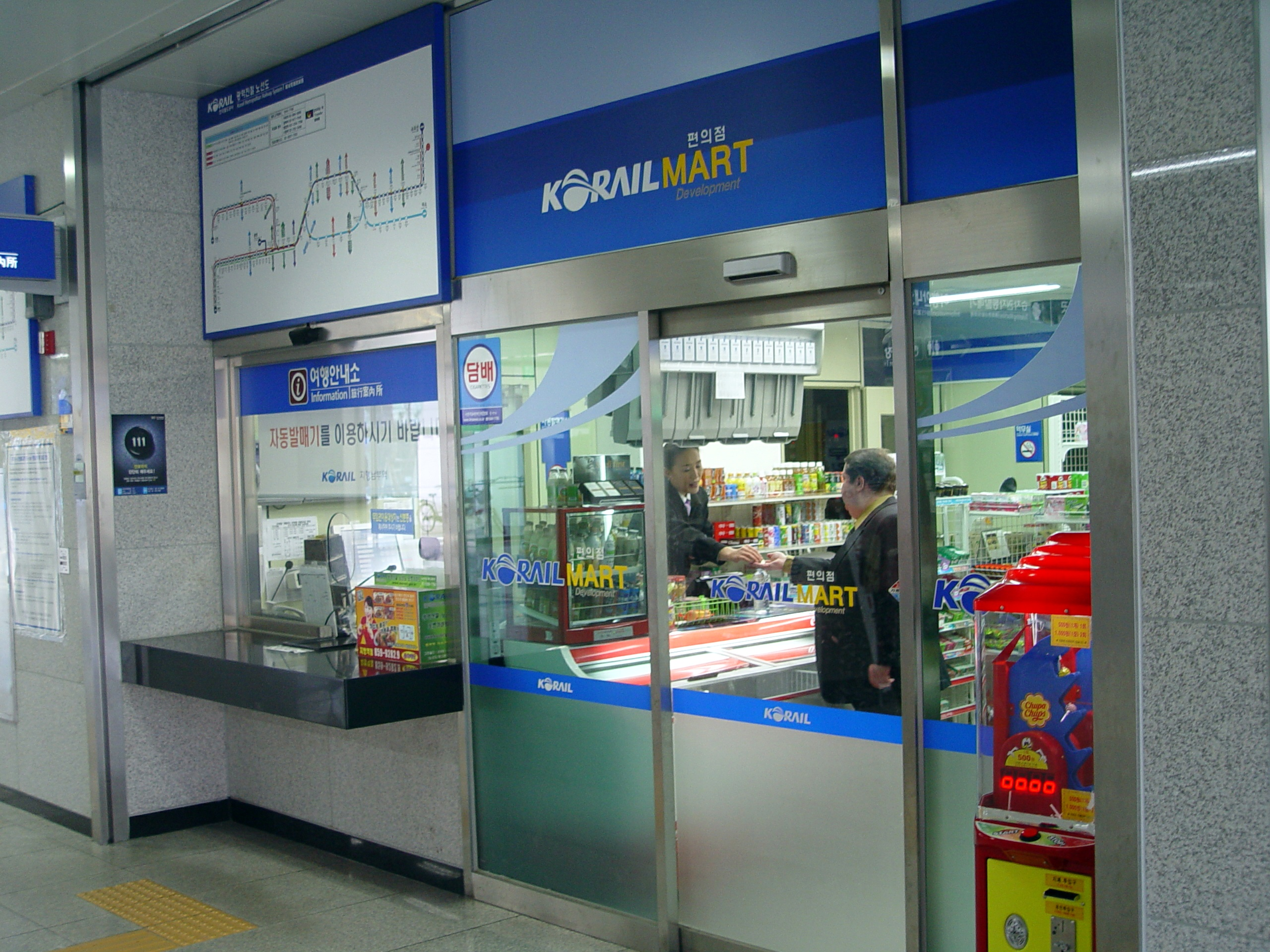
역내 편의점(스토리웨이 변경 전)
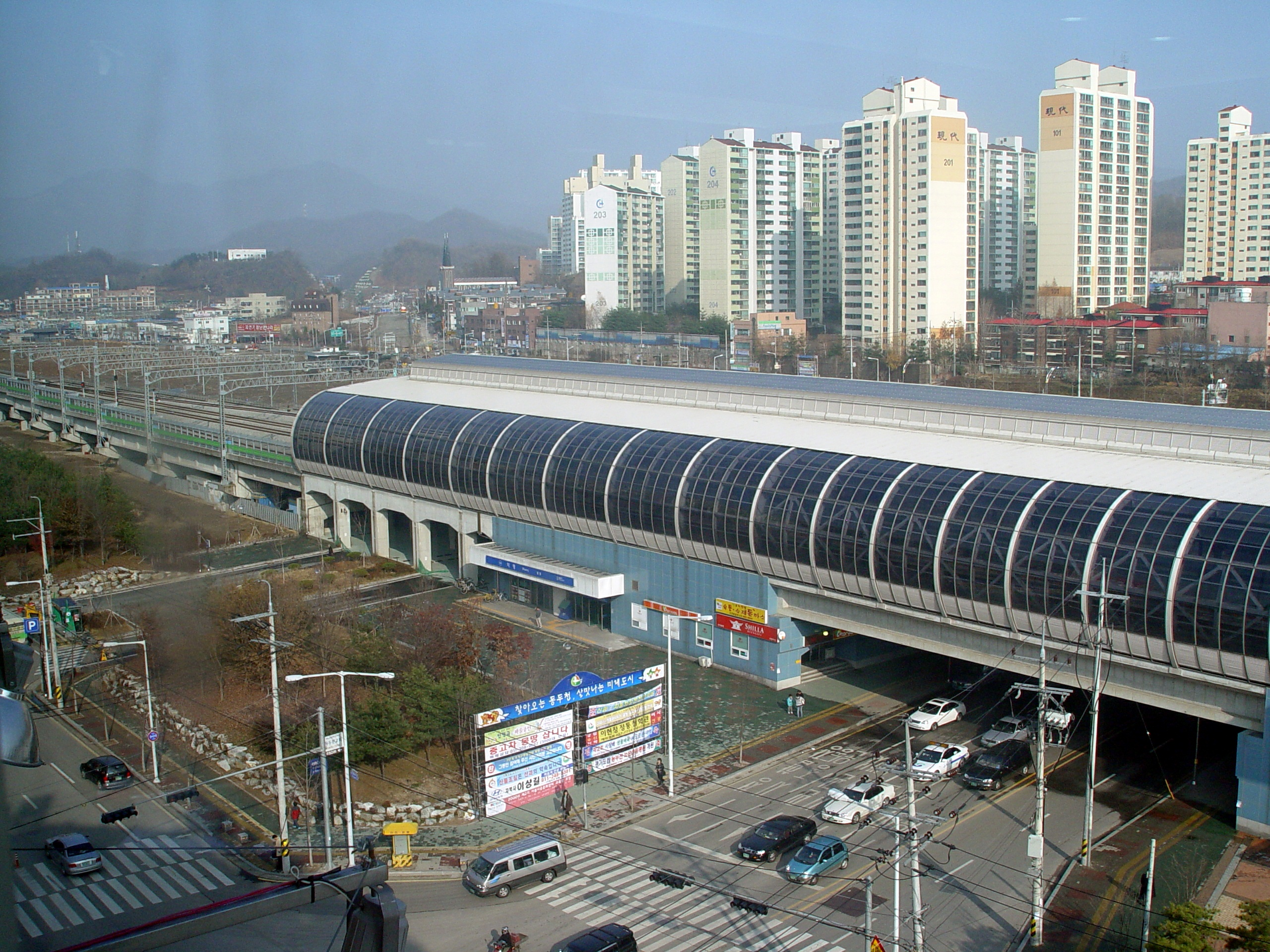
지행역 주변

## 이용객 변동
2006년 자료는 개통일인 2006년 12월 15일부터 12월 31일까지인 17일 기준으로 환산한 것이다.
| 노선  | 노선 | 일평균 인원수 (명/일) | 일평균 인원수 (명/일) | 일평균 인원수 (명/일) | 일평균 인원수 (명/일) | 일평균 인원수 (명/일) | 일평균 인원수 (명/일) | 일평균 인원수 (명/일) | 일평균 인원수 (명/일) | 일평균 인원수 (명/일) | 일평균 인원수 (명/일) | 각주                  | 각주                  | 각주  |
| 노선  | 노선 | 2000년                | 2001년                | 2002년                | 2003년                | 2004년                | 2005년                | 2006년                | 2007년                | 2008년                | 2009년                | 각주                  | 각주                  | 각주  |
| ----- | ---- | --------------------- | --------------------- | --------------------- | --------------------- | --------------------- | --------------------- | --------------------- | --------------------- | --------------------- | --------------------- | --------------------- | --------------------- | ----- |
| 1호선 | 승차 | 미개통                | 미개통                | 미개통                | 미개통                | 미개통                | 미개통                | 3,363                 | 4,755                 | 5,964                 | 6,417                 | [ 5 ]                 | [ 5 ]                 | [ 5 ] |
| 1호선 | 하차 | 미개통                | 미개통                | 미개통                | 미개통                | 미개통                | 미개통                | 3,304                 | 4,447                 | 5,680                 | 6,074                 | [ 5 ]                 | [ 5 ]                 | [ 5 ] |
| 노선  | 노선 | 일평균 인원수 (명/일) | 일평균 인원수 (명/일) | 일평균 인원수 (명/일) | 일평균 인원수 (명/일) | 일평균 인원수 (명/일) | 일평균 인원수 (명/일) | 일평균 인원수 (명/일) | 일평균 인원수 (명/일) | 일평균 인원수 (명/일) | 일평균 인원수 (명/일) | 일평균 인원수 (명/일) | 일평균 인원수 (명/일) | 각주  |
| 노선  | 노선 | 2010년                | 2011년                | 2012년                | 2013년                | 2014년                | 2015년                | 2016년                | 2017년                | 2018년                | 2019년                | 2020년                | 2021년                | 각주  |
| 1호선 | 승차 | 6,897                 | 7,173                 | 7,432                 | 7,366                 | 7,289                 | 7,314                 | 7,413                 | 7,467                 | 7,416                 | 7,510                 | 5,299                 | 5,407                 | [ 5 ] |
| 1호선 | 하차 | 6,530                 | 6,843                 | 7,108                 | 7,128                 | 7,125                 | 7,235                 | 7,404                 | 7,461                 | 7,363                 | 7,450                 | 5,259                 | 5,407                 | [ 5 ] |

## 인접한 역
| 경원선                     | 경원선                               | 경원선                         |
| -------------------------- | ------------------------------------ | ------------------------------ |
| 103 동두천중앙 연천 방면   | ● 수도권 전철 1호선 경원-경인선 완행 | 105 덕정 인천 방면             |
| 103 동두천중앙 동두천 방면 | ● 수도권 전철 1호선 경원선 급행      | 105 덕정 인천 방면 광운대 방면 |